# Distrikt Jinja
Jinja ist ein Distrikt (district) in Ost-Uganda mit 471.242 Einwohnern. Wie fast alle Distrikte von Uganda ist er nach seinem Hauptort benannt.

## Geographie
Jinja grenzt im Norden an die Bezirke Kayunga und Kamuli, im Westen an Mukono, Iganga im Osten und Mayuge im Südosten. Der Distrikt besteht aus elf Unterdistrikten.

## Klima
Die Provinz Jinja liegt niederschlagsgünstig zwischen dem Kyogasee im Norden  und dem großen Viktoriasee im Süden. Trotzdem kam es speziell in den 1990er Jahren zu ausgeprägten Dürren, was den Regendurchschnitt der Jahre 1994–1999 auf nur 250,17 mm jährlich drückte. Die Dekade 2000–2009 brachte es unter Zusammenfassung der Jahre 2000/2001 und 2003/2004 auf ansehnliche 531,22 Millimeter Niederschlag jährlich. Das regenreichste Jahr war 2002 mit 749,58 mm und das trockenste 2006 mit 276,12 mm. Der heftigste Sturzregen fiel am 10. Mai 2000 mit 192,28 Litern pro Quadratmeter. 
Die Regensaison dauert in Jinja theoretisch das ganze Jahr. Besonders niederschlagsarme Monate sind meist der Juni und der September.